# Saccogaster staigeri
Saccogaster staigeri är en fiskart som beskrevs av Cohen och Nielsen 1972. Saccogaster staigeri ingår i släktet Saccogaster och familjen Bythitidae. Inga underarter finns listade i Catalogue of Life.